# Ogden (Nowy Jork)
Ogden – miasto w Stanach Zjednoczonych, w stanie Nowy Jork, w hrabstwie Monroe.